# Unione Sportiva Palermo 1990-1991
Questa voce raccoglie le informazioni riguardanti l'Unione Sportiva Palermo nelle competizioni ufficiali della stagione 1990-1991.

## Stagione
In questa stagione Liborio Polizzi, futuro presidente della società, diventa amministratore delegato.
Durante la sessione estiva, ad agosto, è stata giocata un'amichevole casalinga contro la Juventus di Roberto Baggio e Totò Schillaci, partita terminata 1-3 per i bianconeri.
Al terzo tentativo di promozione dalla Serie C1 alla Serie B, il Palermo ci riesce, ritornando in B a distanza di 5 anni anche dopo l'onta del fallimento della vecchia società e a 4 anni dalla rinascita, con un secondo posto finale in campionato, a 2 soli punti dal primo, occupato dalla Casertana. La certezza del salto di categoria fra i cadetti arrivò il 2 giugno 1991, in seguito al pareggio interno contro la Fidelis Andria (allo stadio della Favorita gli spettatori presenti erano quanto la massima capienza dell'impianto, con un incasso di 640 milioni di lire) e alla contemporanea sconfitta della sorpresa Casarano contro il Perugia, altro inseguitore. Dopo la quarta giornata, Enzo Ferrari sostituì l'esonerato Francesco Liguori alla guida della squadra. La promozione sarà festeggiata con un'amichevole contro gli spagnoli del Real Madrid, che si concluderà 1-1 alla Favorita.
In Coppa Italia il club è stato eliminato al primo turno, per mano dell'Hellas Verona.
Nella Coppa Italia di Serie C la squadra, alla sua seconda finale consecutiva, nonché la terza della propria storia, esce sconfitta nuovamente contro il Monza nel doppio confronto: si è trattato dunque di una riedizione della finale della Coppa Italia Serie C 1987-1988, per altro con analogo epilogo e con risultati simili, difatti il risultato complessivo è stato come quello dell'anno di cui sopra, 2-1, dopo il pareggio in casa all’andata a Palermo e la sconfitta in trasferta al ritorno a Monza, questa volta, rispettivamente, per 1-1 e 1-0.

## Divise e sponsor
La maglia era rosanero mentre i calzoncini erano esclusivamente neri.
Da questa stagione sino a quella 1995-1996 lo sponsor tecnico è ABM.

## Organigramma societario[7]
- Presidente: Giovanni Ferrara
- Amministratore delegato: Liborio Polizzi
- Direttore sportivo: Franco Peccenini
- Segretario generale: Silvio Palazzotto
- Allenatore: Francesco Liguori, poi Enzo Ferrari

## Rosa
| N. |                   | Ruolo | Calciatore           |
| -- | ----------------- | ----- | -------------------- |
|    | Italia (bandiera) | P     | Giuseppe Lorusso     |
|    | Italia (bandiera) | P     | Roberto Renzi        |
|    | Italia (bandiera) | D     | Pietro Assennato     |
|    | Italia (bandiera) | D     | Roberto Biffi        |
|    | Italia (bandiera) | D     | Fabrizio Bucciarelli |
|    | Italia (bandiera) | D     | Pietro De Sensi      |
|    | Italia (bandiera) | D     | Germano Fragliasso   |
|    | Italia (bandiera) | C     | Davide Campofranco   |
|    | Italia (bandiera) | C     | Donato Cancelli      |
|    | Italia (bandiera) | C     | Rocco Cotroneo       |
|    | Italia (bandiera) | C     | Sandro Danelutti     |

| N. |                   | Ruolo | Calciatore            |
| -- | ----------------- | ----- | --------------------- |
|    | Italia (bandiera) | C     | Massimiliano Favo     |
|    | Italia (bandiera) | C     | Giacomo Modica        |
|    | Italia (bandiera) | C     | Silvio Paolucci       |
|    | Italia (bandiera) | C     | Giampiero Pocetta     |
|    | Italia (bandiera) | C     | Giampiero Scaglia     |
|    | Italia (bandiera) | C     | Salvatore Tarantino   |
|    | Italia (bandiera) | C     | Domenico Di Carlo     |
|    | Italia (bandiera) | A     | Sandro Cangini        |
|    | Italia (bandiera) | A     | Paolo Alberto Faccini |
|    | Italia (bandiera) | A     | Giorgio Lunerti       |

## Calciomercato

### Sessione estiva(dall'1/7 al 2/9)
| Acquisti | Acquisti | Acquisti | Acquisti |
| R.       | Nome     | da       | Modalità |
| -------- | -------- | -------- | -------- |

| Cessioni | Cessioni              | Cessioni     | Cessioni   |
| R.       | Nome                  | da           | Modalità   |
| -------- | --------------------- | ------------ | ---------- |
| A        | Paolo Alberto Faccini | Baracca Lugo | definitivo |

### Sessione autunnale
| Acquisti | Acquisti | Acquisti | Acquisti |
| R.       | Nome     | da       | Modalità |
| -------- | -------- | -------- | -------- |

| Cessioni | Cessioni          | Cessioni | Cessioni   |
| R.       | Nome              | a        | Modalità   |
| -------- | ----------------- | -------- | ---------- |
| P        | Domenico Di Carlo | Vicenza  | definitivo |

## Risultati

### Campionato

#### Girone di andata
| 16 settembre 1990 1ª giornata | Palermo | 2 – 0 | Siracusa |  |

| Arbitro: | Capovilla (Verona) |

|  |           |                                 |
|  | Marcatori | 20’ Cangini 40’ Giorgio Lunerti |

| 30 settembre 1990 3ª giornata | Catanzaro | 3 – 0 | Palermo |  |

| 7 ottobre 1990 4ª giornata | Palermo | 0 – 0 | Torres |  |

| 14 ottobre 1990 5ª giornata | Siena | 2 – 2 | Palermo |  |

| 21 ottobre 1990 6ª giornata | Palermo | 2 – 1 | Arezzo |  |

| 4 novembre 1990 7ª giornata | Licata | 0 – 2 | Palermo |  |

| 11 novembre 1990 8ª giornata | Palermo | 2 – 0 | Casertana |  |

| 18 novembre 1990 9ª giornata | Palermo | 1 – 0 | Battipagliese |  |

| 25 novembre 1990 10ª giornata | Perugia | 1 – 1 | Palermo |  |

| 2 dicembre 1990 11ª giornata | Palermo | 2 – 1 | Campania Puteolana |  |

| 9 dicembre 1990 12ª giornata | Catania | 1 – 0 | Palermo |  |

| 16 dicembre 1990 13ª giornata | Palermo | 3 – 0 | Giarre |  |

| 30 dicembre 1990 14ª giornata | Monopoli | 0 – 1 | Palermo |  |

| 6 gennaio 1991 15ª giornata | Palermo | 4 – 1 | Ternana |  |

| 13 gennaio 1991 16ª giornata | Fidelis Andria | 2 – 0 | Palermo |  |

| 20 gennaio 1991 17ª giornata | Palermo | 1 – 1 | Casarano |  |

#### Girone di ritorno
| 3 febbraio 1991 18ª giornata | Siracusa | 3 – 2 | Palermo |  |

| Arbitro: | Ciambotti (Empoli) |

|                     |           |                      |
| Silvio Paolucci 32’ | Marcatori | 6’ Felice Centofanti |

| 17 febbraio 1991 20ª giornata | Palermo | 0 – 0 | Catanzaro |  |

| 24 febbraio 1991 21ª giornata | Torres | 0 – 1 | Palermo |  |

| 3 marzo 1991 22ª giornata | Palermo | 1 – 0 | Siena |  |

| 17 marzo 1991 23ª giornata | Arezzo | 0 – 0 | Palermo |  |

| 24 marzo 1991 24ª giornata | Palermo | 0 – 0 | Licata |  |

| 30 marzo 1991 25ª giornata | Casertana | 2 – 0 | Palermo |  |

| 7 aprile 1991 26ª giornata | Battipagliese | 1 – 0 | Palermo |  |

| 14 aprile 1991 27ª giornata | Palermo | 1 – 1 | Perugia |  |

| 28 aprile 1991 28ª giornata | Campania Puteolana | 0 – 2 | Palermo |  |

| 5 maggio 1991 29ª giornata | Palermo | 3 – 0 | Catania |  |

| 12 maggio 1991 30ª giornata | Giarre | 0 – 0 | Palermo |  |

| 19 maggio 1991 31ª giornata | Palermo | 1 – 0 | Monopoli |  |

| 26 maggio 1991 32ª giornata | Ternana | 1 – 1 | Palermo |  |

| 2 giugno 1991 33ª giornata | Palermo | 1 – 1 | Fidelis Andria |  |

| 9 giugno 1991 34ª giornata | Casarano | 1 – 1 | Palermo |  |

### Coppa Italia
| Arbitro: | Cardona (Milano) |

|                      |           |             |
| Prytz 13’ Lunini 81’ | Marcatori | 64’ Faccini |

| Arbitro: | Di Cola (Avezzano) |

|             |           |                                             |
| Cangini 44’ | Marcatori | 62’ Pellegrini 72’ (rig.) Magrin 79’ Lunini |

### Coppa Italia Serie C
Fonti:
| Giarre ottobre 1990 Sedicesimi di finale - Andata | Giarre | 0 – 2 | Palermo | Stadio Regionale |

| Palermo novembre 1990 Sedicesimi di finale - Ritorno | Palermo | 1 – 0 | Giarre | Stadio La Favorita |

| Palermo 20 dicembre 1990 Ottavi di finale - Andata | Palermo   | 2 – 0 | Catania | Stadio La Favorita |
| \| \| \| \| \| Paolucci Favo \| Marcatori \| \|    |           |       |         |                    |
|                                                    |           |       |         |                    |
| Paolucci Favo                                      | Marcatori |       |         |                    |

| Catania 24 gennaio 1991 Ottavi di finale - Ritorno | Catania   | 1 – 0 | Palermo | Stadio Cibali |
| \| \| \| \| \| Esposito \| Marcatori \| \|         |           |       |         |               |
|                                                    |           |       |         |               |
| Esposito                                           | Marcatori |       |         |               |

| Caserta febbraio 1991 Quarti di finale - Andata | Casertana | 0 – 2 | Palermo | Stadio Alberto Pinto |

| Palermo marzo 1991 Quarti di finale - Ritorno | Palermo | 1 – 1 | Casertana | Stadio La Favorita |

| Palermo 11 aprile 1991 Semifinale - Andata | Palermo | 3 – 0 | Casarano | Stadio La Favorita |

| Casarano 21 aprile 1991 Semifinale - Ritorno | Casarano | 1 – 1 | Palermo | Stadio Giuseppe Capozza |

| Palermo 22 maggio 1991 Finale - Andata                    | Palermo   | 1 – 1       | Monza | Stadio La Favorita |
| \| \| \| \| \| Lunerti 17’ \| Marcatori \| 7’ Vivarini \| |           |             |       |                    |
|                                                           |           |             |       |                    |
| Lunerti 17’                                               | Marcatori | 7’ Vivarini |       |                    |

| Monza 29 maggio 1991 Finale - Ritorno          | Monza     | 1 – 0 | Palermo | Stadio Brianteo |
| \| \| \| \| \| Delpiano 88’ \| Marcatori \| \| |           |       |         |                 |
|                                                |           |       |         |                 |
| Delpiano 88’                                   | Marcatori |       |         |                 |

## Statistiche

### Statistiche di squadra
| Competizione         | Punti | In casa | In casa | In casa | In casa | In casa | In casa | In trasferta | In trasferta | In trasferta | In trasferta | In trasferta | In trasferta | Totale | Totale | Totale | Totale | Totale | Totale | DR  |
| Competizione         | Punti | G       | V       | N       | P       | Gf      | Gs      | G            | V            | N            | P            | Gf           | Gs           | G      | V      | N      | P      | Gf     | Gs     | DR  |
| -------------------- | ----- | ------- | ------- | ------- | ------- | ------- | ------- | ------------ | ------------ | ------------ | ------------ | ------------ | ------------ | ------ | ------ | ------ | ------ | ------ | ------ | --- |
| Serie C1             | 43    | 17      |         |         |         |         |         | 17           |              |              |              |              |              | 34     | 15     | 13     | 9      | 40     | 24     | +16 |
| Coppa Italia         | -     | 1       | 0       | 0       | 1       | 1       | 3       | 1            | 0            | 0            | 1            | 1            | 2            | 2      | 0      | 0      | 2      | 2      | 5      | -3  |
| Coppa Italia Serie C | -     | 5       | 3       | 2       | 0       | 8       | 2       | 5            | 2            | 1            | 2            | 5            | 3            | 10     | 5      | 3      | 2      | 13     | 5      | +8  |
| Totale               | -     | 23      |         |         |         |         |         | 23           |              |              |              |              |              | 46     | 20     | 16     | 13     | 55     | 34     | +21 |

### Statistiche dei giocatori[14]
Tra parentesi le presenze e le eventuali reti segnate
- De Sensi (34, 2)
- Pappalardo (33, -24)
- Pocetta (33, 1)
- Favo (33, 3)
- Paolucci (32, 4)
- Bucciarelli (31)
- Biffi (31, 2)
- Lunerti (31, 10)
- Modica (31, 8)
- Cotroneo (25)

- Tarantino (23,1)
- Cangini (22, 6)
- Cancelli (20)
- Danelutti (20)
- Scaglia (17, 1)
- Fragliasso (17, 9)
- Di Carlo (3)
- Assennato (2)
- Campofranco (1)
- Renzi (1, -0)